# Fritigern
Fritigern (vagy latinosan Fritigernus; ? – 380) nyugati gót vezér, akinek neve a 376–382 közötti gót háború idején várt ismertté, mikor a hadrianopolisi csatában történetének egyik legsúlyosabb vereségét mérte a Római Birodalom Valens római császár vezette csapataira.

## Élete
Fritigern fiatalkoráról nincsen semmilyen adatunk. Neve először a gótok egy részének megkeresztelkedése után merült fel, mikor Athanarik nyugati gót király üldözni kezdte az új hit felvevőit. A keresztény gótok Fritigern vezetésével felkeltek, az Athanarik elleni harchoz Valens római császár segítségét is megkapták.
A gót szállásterületet ebben a polgárháborús helyzetben érte a hunok támadása, 376-ban. A keresztény gótok meg sem próbálva ellenállni a hun támadásnak, a Bizánci Birodalom területére kértek bebocsátást, amelyet Valens császár garantált is számukra, Moesia provinciában jelölve ki számukra szállásterületet. A két fél közti egyezmény értelmében Valens katonai szolgálatra kötelezte a gótokat, de egyúttal - hivatalosan - biztosította is számukra a római polgárokkal egyenlő bánásmódot. Moesia provincia római hivatalnokai azonban elsikkasztották a gótok számára kiutalt pénzösszeget, ezért a nélkülöző gótok rövidesen kénytelenek voltak saját családtagjaikat eladni rabszolgáknak, hogy élelemhez jussanak. Az elégedetlenség nyílt lázadásba akkor csapott át, mikor Moesia kormányzói megkísérelték a gót vezéreket - köztük Fritigernt is - túszul ejteni. Az akció nem járt sikerrel, Fritigern pedig népét hadba szólítva hadat üzent Valensnek, megkezdve a Balkán-félsziget módszeres végigpusztítását.
A gót felkelés híre Valenst egy, a Szászánida Birodalom ellen vívott hadjárat idején érte. Seregével azonnal Moesia irányába indult és hadba bocsátkozott a gótokkal Hadrianopolisnál (ma Edirne, Törökország). A csata Fritigern döntő győzelmével ért véget, a római sereg megsemmisült, Valens is elesett. Ezzel gyakorlatilag a gótok szabadon fosztogathatták a Balkán-félszigetet még két évig, Fritigern 380-ban bekövetkezett - valószínűleg természetes - haláláig. Halála után a gótok vezetői tárgyalásokba kezdtek I. Theodosius római császárral, aminek eredményeként 382-ben megtörtént a békekötés a két fél között.